# 津軽石駅
津軽石駅（つがるいしえき）は、岩手県宮古市津軽石にある、三陸鉄道リアス線の駅である。
駅の愛称は「鮭の町」。

## 歴史

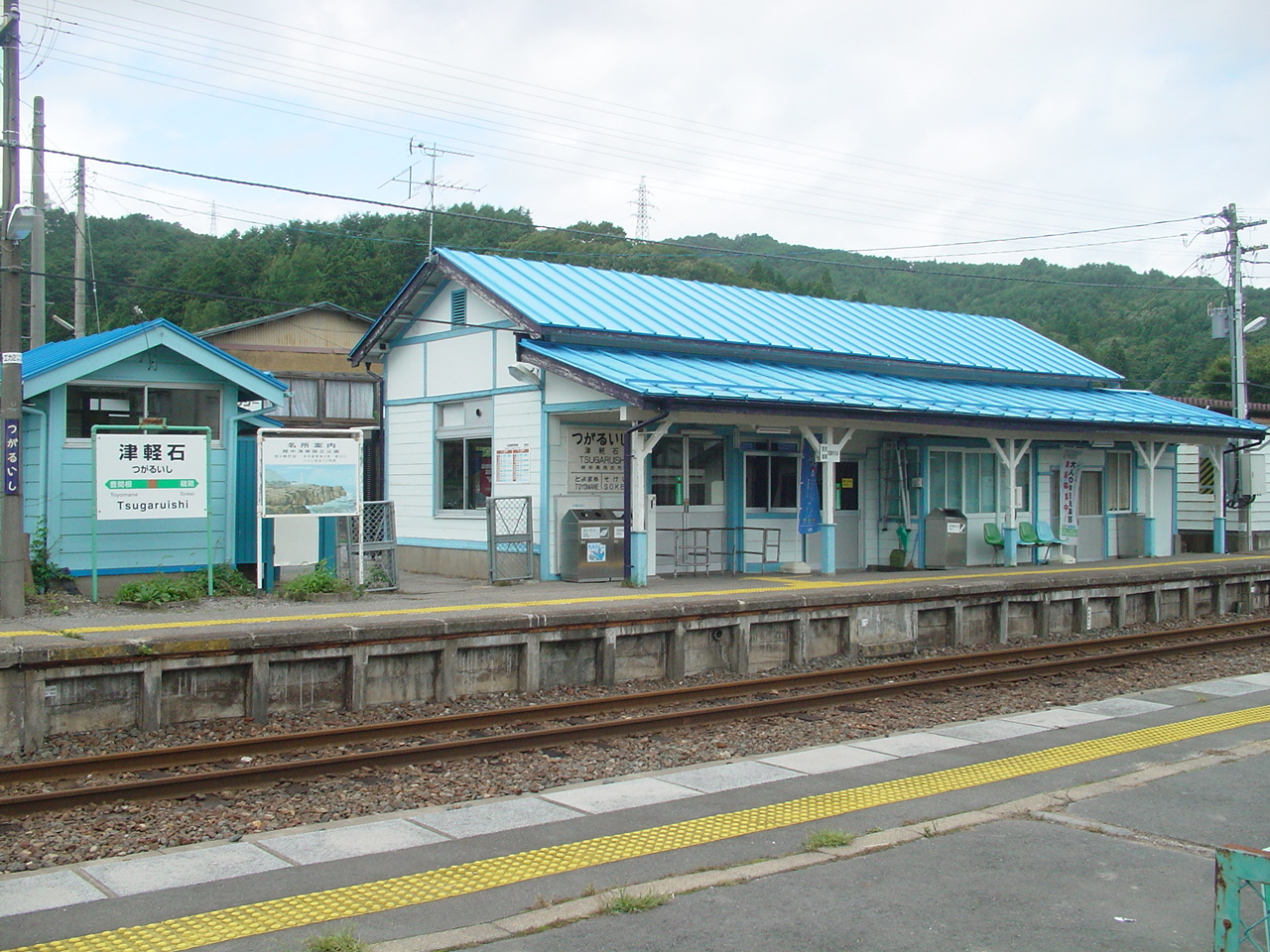
JR時代の駅舎（2007年9月）

- 1935年（昭和10年）11月17日：鉄道省山田線の駅として開業[1]。
- 1973年（昭和48年）1月1日：貨物の取り扱いを廃止[2]。
- 1985年（昭和60年）3月14日：荷物扱い廃止[2]。
- 1987年（昭和62年）
  - 3月22日：津軽石駅長が廃止され、宮古駅長管理下となり。無人駅化[3]。
  - 4月1日：国鉄分割民営化により、東日本旅客鉄道の駅となる[1]。
- 2003年（平成15年）4月1日：業務委託化。
- 2011年（平成23年）3月11日：東北地方太平洋沖地震による津波のため、停車中の1647D列車（キハ100-9・12）が脱線するなどの被害を受ける。
- 2019年（平成31年）3月23日：当駅を含む宮古駅 - 釜石駅間復旧と同時に三陸鉄道に移管、リアス線の駅となる。移管後は無人駅となる。

## 駅構造
相対式ホーム2面2線を有する列車交換可能な地上駅で、木造駅舎を併設する。互いのホームは構内踏切で連絡している。

### のりば
| 番線 | 路線      | 方向 | 行先           |
| ---- | --------- | ---- | -------------- |
| 1    | ■リアス線 | 下り | 宮古・久慈方面 |
| 2    | ■リアス線 | 上り | 釜石・盛方面   |

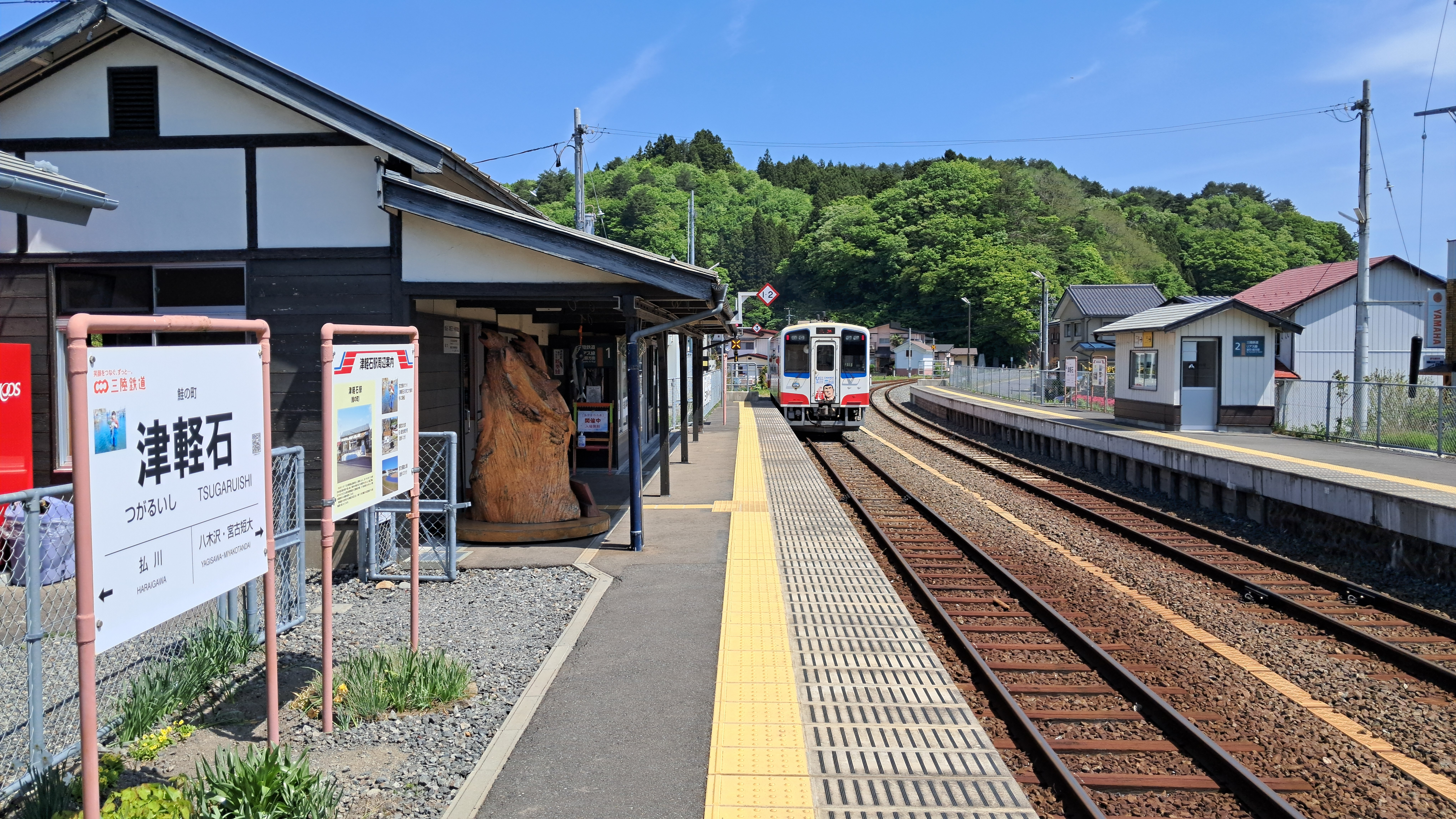
ホーム（2024年5月）

## 利用状況
「宮古市の統計」によると、2021年度（令和3年度）の1日平均乗車人員は41人である。
2000年度（平成12年度）以降の推移は以下のとおりである。なお、2000年度（平成12年度）- 2018年度（平成30年度）の三陸鉄道移管前の統計はJR時代のものである。また、2011年度（平成23年度）の統計は非公表である。
| 1日平均乗車人員推移 | 1日平均乗車人員推移 | 1日平均乗車人員推移 |
| 年度                | JR東日本            | 三陸鉄道            |
| ------------------- | ------------------- | ------------------- |
| 2000年（平成12年）  | 253                 |                     |
| 2001年（平成13年）  | 222                 |                     |
| 2002年（平成14年）  | 190                 |                     |
| 2003年（平成15年）  | 187                 |                     |
| 2004年（平成16年）  | 193                 |                     |
| 2005年（平成17年）  | 183                 |                     |
| 2006年（平成18年）  | 170                 |                     |
| 2007年（平成19年）  | 171                 |                     |
| 2008年（平成20年）  | 172                 |                     |
| 2009年（平成21年）  | 161                 |                     |
| 2010年（平成22年）  | 153                 |                     |
| 2011年（平成23年）  | 非公表              |                     |
| 2012年（平成24年）  | 100                 |                     |
| 2013年（平成25年）  | 119                 |                     |
| 2014年（平成26年）  | 104                 |                     |
| 2015年（平成27年）  | 94                  |                     |
| 2016年（平成28年）  | 77                  |                     |
| 2017年（平成29年）  | 84                  |                     |
| 2018年（平成30年）  | 85                  | 61                  |
| 2019年（令和元年）  |                     | 83                  |
| 2020年（令和02年）  | 55                  |                     |
| 2021年（令和03年）  | 41                  |                     |

## 駅周辺
- 岩手県道41号重茂半島線
- 岩手県道163号津軽石停車場線
- 国道45号
- 三陸沿岸道路
- 津軽石川 - 宮古湾の最も奥に注いでいて、本州で最も鮭が遡上する川
- 宮古市役所津軽石出張所・津軽石公民館
- 津軽石郵便局
- 盛合家住宅
- 宮古市立津軽石小学校
- 岩手県立宮古商工高等学校工業校舎

## 隣の駅
三陸鉄道
■リアス線
払川駅 - 津軽石駅 - 八木沢・宮古短大駅

### 記事本文
1. 1 2 3  曽根悟（監修） 著、朝日新聞出版分冊百科編集部 編『週刊 歴史でめぐる鉄道全路線 国鉄・JR』 21号 釜石線・山田線・岩泉線・北上線・八戸線、朝日新聞出版〈週刊朝日百科〉、2009年12月6日、18-19頁。
2. 1 2  石野哲 編『停車場変遷大事典 国鉄・JR編』 II（初版）、JTB、1998年10月1日、500頁。ISBN 978-4-533-02980-6。
3. ↑  「通報 ●山田線津軽石駅ほか1駅の駅員無配置について（旅客局）」『鉄道公報』日本国有鉄道総裁室文書課、1987年3月18日、1面。

### 利用状況

#### JR東日本
1. ↑  “各駅の乗車人員（2000年度）”.   東日本旅客鉄道. 2018年3月8日閲覧。
2. ↑  “各駅の乗車人員（2001年度）”.   東日本旅客鉄道. 2018年3月8日閲覧。
3. ↑  “各駅の乗車人員（2002年度）”.   東日本旅客鉄道. 2018年3月8日閲覧。
4. ↑  “各駅の乗車人員（2003年度）”.   東日本旅客鉄道. 2018年3月8日閲覧。
5. ↑  “各駅の乗車人員（2004年度）”.   東日本旅客鉄道. 2018年3月8日閲覧。
6. ↑  “各駅の乗車人員（2005年度）”.   東日本旅客鉄道. 2018年3月8日閲覧。
7. ↑  “各駅の乗車人員（2006年度）”.   東日本旅客鉄道. 2018年3月8日閲覧。
8. ↑  “各駅の乗車人員（2007年度）”.   東日本旅客鉄道. 2018年3月8日閲覧。
9. ↑  “各駅の乗車人員（2008年度）”.   東日本旅客鉄道. 2018年3月8日閲覧。
10. ↑  “各駅の乗車人員（2009年度）”.   東日本旅客鉄道. 2018年3月8日閲覧。
11. ↑  “各駅の乗車人員（2010年度）”.   東日本旅客鉄道. 2018年3月8日閲覧。
12. ↑  “各駅の乗車人員（2012年度）”.   東日本旅客鉄道. 2018年3月8日閲覧。
13. ↑  “各駅の乗車人員（2013年度）”.   東日本旅客鉄道. 2018年3月8日閲覧。
14. ↑  “各駅の乗車人員（2014年度）”.   東日本旅客鉄道. 2018年3月8日閲覧。
15. ↑  “各駅の乗車人員（2015年度）”.   東日本旅客鉄道. 2018年3月8日閲覧。
16. ↑  “各駅の乗車人員（2016年度）”.   東日本旅客鉄道. 2018年3月8日閲覧。
17. ↑  “各駅の乗車人員（2017年度）”.   東日本旅客鉄道. 2019年2月13日閲覧。
18. ↑  “各駅の乗車人員（2018年度）”.   東日本旅客鉄道. 2019年7月20日閲覧。

#### 三陸鉄道
1. 1 2 3 4 5  “第8章 運輸・通信” (PDF). 宮古市の統計 令和4年版.   宮古市. p. 52 (2023年4月1日). 2023年4月29日閲覧。